# Лінкольн Алмонд
Лінкольн Картер Алмонд (англ. Lincoln Carter Almond; 16 червня 1936, Потакет, Род-Айленд — 2 січня 2023) — американський політик-республіканець. Був губернатором штату Род-Айленд з 1995 по 2003.
1959 року він закінчив Університет Род-Айленду , а в 1961 здобув ступінь доктора права у Школі права Бостонського університету. Також був членом резерву ВМС США. Між 1963 і 1969 був адміністратором міста Лінкольн (Род-Айленд). З 1969 по 1978 і знову з 1981 по 1993 рік займав посаду федерального прокурора. У 1968 і 1978 він невдало балотувався до Конгресу і на посаду губернатора відповідно. Алмонд також був президентом Фонду розвитку Blackstone Valley.
Був одружений, мав двоє дітей.